# Tang Guoqiang
Tang Guoqiang (xinès tradicional: 唐國強, xinès simplificat: 唐国强, pinyin: Táng Guóqiáng; Qingdao, 4 de maig de 1952) és un actor xinés reconegut per interpretar personatges històrics en diverses pel·lícules i sèries de televisió. Destaca per haver interpretat a diversos emperadors xinesos, com l'emperador Taizong de Tang, l'emperador Yongle o l'emperador Yongzheng, personatges històrics com Zhuge Liang, Yan Zhenqing, i sobretot, Mao Zedong.
Tang va començar la seua carrera com a actor quan es va unir per primera vegada a un grup d'espectacles el 1970 després de graduar-se a l'escola mitjana. Va debutar al cinema l'any 1975 com a protagonista masculí a Storm over the South China Sea. També és membre de la Societat de Cal·ligrafia Xinesa.

## Biografia
Tang va nàixer a Qingdao, Shandong, el 4 de maig de 1952, tot i que té la casa ancestral a Yantai. Després de graduar-se a l'Institut 39 de Qingdao, es va unir a la Qingdao Drama Troupe el 1970 i després a l'August First Film Studio el 1975.

## Carrera
L'ascens a la fama de Tang va començar el 1979, amb un paper a la pel·lícula de temàtica militar Little Flower, convertint-se en una mena d'ídol pop després de fer aparició a la pel·lícula romàntica mitològica, Peacock Princess, el 1982. L'any 1990, Tang va interpretar al polític i estrateg de l'època clàssica Zhuge Liang, a l'èpic drama de televisió Romance of Three Kingdoms, i amb els anys es convertiria en un especialista interpretant personatges històrics, com Li Shimin i Yongzheng.
També és conegut per les seues interpretacions de Mao Zedong. Va començar a representar-lo l'any 1996, quan va protagonitzar amb Li Lin i Ma Xiaowei la pel·lícula bèl·lica de Zhai Junjie, The Long March. Des d'aleshores, ha representat al gran timoner en més de 40 pel·lícules i sèries de televisió.

## Vida personal
Tang està casat amb l'actriu Zhuang Li i tenen un fill anomenat Tang Yinghan (nascut el 1995). Tang també té una filla anomenada Tang Lili (nascuda el 1983) d'un matrimoni anterior amb Sun Tao.